# حاجی‌آباد (سمیرم)
حاجی‌آباد (سمیرم)، روستایی از توابع بخش مرکزی شهرستان سمیرم در استان اصفهان ایران است.

## جمعیت
این روستا در دهستان وردشت قرار دارد و بر اساس سرشماری مرکز آمار ایران در سال ۱۳۸۵، جمعیت آن ۱۴۴ نفر (۳۹ خانوار) بوده‌است.